# Slavko Komar
Dr. Slavko Komar (Gospić, 18. veljače 1918. – Zagreb, 28. srpnja 2012.) bio je sudionik Narodnooslobodilačke borbe, društveno-politički radnik SFR Jugoslavije i SR Hrvatske, junak socijalističkog rada i narodni heroj Jugoslavije.

## Životopis
Rođen je 1918. godine u Gospiću, u radničkoj obitelji. Prije Drugog svjetskog rata živio je u Zagrebu, gdje je završio osnovnu i srednju školu, upisao se na Veterinarski fakultet i doktorirao. 
Godine 1937., bio je primljen za člana Saveza komunističke omladine Jugoslavije. Aktivno je politički djelovao na Sveučilištu u Zagrebu, Godine 1940., bio je primljen u Komunističku partiju Jugoslavije.

### Antifašistička borba
Poslije okupacije Jugoslavije i stvaranja Nezavisne Države Hrvatske 1941., prešao je na ilegalan rad. Po zadatku KPJ, radio je na organiziranju udarnih skupina, koje su napadale neprijatelje, vršile sabotaže, diverzije i druge akcije u Zagrebu.
Pod Komarovim rukovodstvom izvršena je, po odluci Centralnog komiteta Komunističke partije Hrvatske 4. kolovoza 1941., diverzija nad pripadnicima ustaške satnije kod Botaničkog vrta u Zagrebu. U akciji je sudjelovala grupa od dvanaest članova KPJ i SKOJ-a. Šest od njih se nalazilo na osiguravanju, a šest u izravnom napadu. Među ovom drugom šestoricom nalazio se Komar. Njih šest je usred dana, iz Botaničkog vrta, bacilo bombe na sveučilišnu ustašku satniju dok je prolazila ispred đačkog doma u ulici Josipa Runjanina. Od tih bombi bilo je ranjeno i ubijeno 28 ustaša. Akcija je brzo odjeknula Zagrebom i okolinom.
Pošto su ga ustaše pratili, napustio je Zagreb i otišao na Žumberak, gdje je kao borac stupio u partizanski odred „Matija Gubec“ i uskoro postao zamjenik političkog komesara odreda. Ubrzo je po odluci KPJ otišao u Hrvatsko primorje. Tijekom 1942. godine, bio je tajnik Kotarskog komiteta Komunističke partije Hrvatske za Sušak i član Okružnog komiteta Komunističke partije Hrvatske za Hrvatsko primorje i Gorski kotar. 
Od 1942. do 1947. godine bio je član Biroa Centralnog komiteta Saveza komunističke omladine Jugoslavije. U tom vremenu bio je i član Sazivačkog odbora Prvog kongresa Ujedinjenog saveza antifašističke omladine Jugoslavije i kao predstavnik antifašističke omladine Zagreba, sudionik u radu toga kongresa, održanog krajem prosinca 1942. godine u Bihaću. Kasnije je postao i član Glavnog odbora Ujedinjenog saveza antifašističke omladine Hrvatske (USAOH), a na Trećem zasjedanju Zemaljskog antifašističkog veća narodnog oslobođenja Hrvatske, održanog od 8. do 9. svibnja 1944., bio je izabran za člana Predsjedništva ZAVNOH-a. Na Drugom kongresu USAOJ-a, održanom od 2. do 4. svibnja 1944. iznio je referat Omladina i stvaranje Demokratske Federativne Jugoslavije. Na tom kongresu bio je izabran za člana Tajništva Centralnog odbora USAOJ-a. Tijekom rata je surađivao i u omladinskom antifašističkom tisku, poput „Mladog komunista“ i u ostalim tiskovinama.

### Poslijeratna karijera
Poslije rata je dovršio fakultet, doktorirao na Sveučilištu u Zagrebu. Pošto je ranije bio izabran u Centralni komitet Komunističke partije Hrvatske, na Drugom kongresu KPH 1948. bio je izabran za člana Politbiroa Centralnog komiteta KPH. Bio je ministar u Vladi Narodne Republike Hrvatske 1948. i 1949. godine, zatim predsjednik Oblasnog narodnog odbora u Osijeku. Od 1952., bio je ministar predsjednik Savjeta za poljoprivredu NR Hrvatske, a sljedeće godine član Izvršnog vijeća Sabora NR Hrvatske. Član Saveznog izvršnog vijeća postao je 1954. godine, a dva puta je bio biran za poslanika Savezne skupštine SFRJ. 
Za člana Centralnog komiteta Saveza komunista Jugoslavije bio je biran na Šestom, Sedmom i Osmom kongresu Saveza komunista Jugoslavije. Bio je i veleposlanik SFR Jugoslavije u Indiji, a zatim kratko vrijeme potpredsjednik Savezne skupštine SFRJ. Bio je i član Savjeta federacije SFRJ.
Umro je 28. srpnja 2012. godine u Zagrebu i sahranjen je u Grobnici narodnih heroja na zagrebačkom groblju Mirogoju.

## Knjige i odlikovanja
Autor je nekoliko knjiga i memoara:
- „75 dana u Sovjetskom Savezu“, Beograd, 1945.
- „Politika razvoja poljoprivrede“, Beograd 1963.
- „Indija“, Beograd 1976.
- „Sušački dani 1941.“, Rijeka 1986.

Nositelj je Partizanske spomenice 1941., Ordena junaka socijalističkog rada, Ordena narodnog oslobođenja i ostalih stranih i jugoslavenskih odlikovanja. Ordenom narodnog heroja odlikovan je 23. srpnja 1952. godine.
Krajem prosinca 2008. godine, uručeno mu je visoko odlikovanje Ruske Federacije za zasluge i osobni doprinos u borbi protiv fašizma u Drugom svjetskom ratu.

## Vanjske poveznice
- Novossti.com: Nikad nisi premlad da čvrsto braniš svoja uvjerenja, pristupljeno 3. kolovoza 2012.
- Slobodnadalmacija.hr: Baltić, Komar, Bulat - jedini živi narodni heroji NOB-a, pristupljeno 3. kolovoza 2012.
- Sabh.hr: Preminuo je narodni heroj dr. sc. Slavko Komar (28. VII 2012), pristupljeno 3. kolovoza 2012.